# Södermanland (hạt)
Hạt Södermanland (Södermanlands län) là một hạt hay län nằm bên bờ biển nam Thụy Điển. Hạt này giáp các hạt: Östergötland, Örebro, Västmanland, Uppsala, Stockholm và Biển Baltic.
Hạt này nằm trên phần lớn tỉnh Södermanland. Phía đông của tỉnh Södermanland, phần lớn trùng với vùng Södertörn lại thuộc hạt Stockholm.

## Các đô thị
- Eskilstuna
- Flen
- Gnesta
- Katrineholm
- Nyköping
- Oxelösund
- Strängnäs
- Trosa
- Vingåker